# Божевільна парочка
«Божевільна парочка» (англ. Long Shot) — комедійна стрічка 2019 року виробництва США про журналіста-невдаху, який з дитинства був закоханий у свою няню, а тепер йому доведеться працювати з нею — найвпливовішою жінкою світу.

## Сюжет
У 2019 році державний секретар США Шарлотта Філд дізнається від президента Чемберса, що він не планує балотуватися на другий термін. Вона переконує його схвалити її як потенційного кандидата в президенти.
Водночас нью-йоркський журналіст Фред Фларскі дізнається, що видавництво, де він працює, купив Паркер Вемблі, багатий медіа-магнат, чия етика протистоїть Фреду. Розлючений, він негайно звільняється, але не може швидко знайти іншу роботу. В депресії він звертається до свого більш успішного найкращого друга Ланса, який везе його на благодійний захід, який також відвідує Шарлотта. Вони з Фредом впізнають один одного, оскільки вона була його нянею і таємним коханням у підліткові роки. Під час розмови Вемблі намагається запланувати зустріч із Шарлоттою, що гнівить Фреда.
Прочитавши кілька колонок Фреда, Шарлотта вирішує найняти його для написання її виступів попри протести менеджера Меггі. На саміті світових лідерів Шарлотта змушена переглянути виступ, щоб заспокоїти деяких учасників. Фред закликає її не поступатися моральним принципам, вона передумає, і промова має успіх.
Вони продовжують проводити час разом, щоб Фред дізнався більше про Шарлотту, що допоможе для майбутніх пітчей. Водночас вони починають зближуватися. Зрештою, переживши атаку в Манілі, вони починають стосунки. Меггі намагається попередити обох, що громадськість ніколи не прийме їх як пару. Коли Чемберс наказує Шарлотті викреслити ще один пункт з її екологічної програми, вона випускає пари з Фредом за допомогою екстезі. Філд викликають, щоб залагодити конфлікт і, попри те, що вона все ще була під дією наркотиків, Шарлотті вдається звільнити заручника.
Рейтинг Філд стрімко зростає, але Чемберс лютує, коли вона вирішує проігнорувати його накази та викрити його. Її починають шантажувати відеороликом з вебкамери Фреда, де він обговорює їхні стосунки та мастурбує. Вона демонструє відео Фреду та повідомляє йому, що вона хоче представити його та оголосити про їхні стосунки прилюдно, як тільки його образ буде очищений. Це розчаровує Фларскі і вони розходяться.
Ланс вказує Фреду на його впертість у принципах. Під час оголошення про свої наміри балотуватися в президенти в 2020 році Шарлотта передумує і вибирає свій первісний план, ще й розкриває шантаж Вемблі та Чемберса. Фред знаходить Шарлотту, вони зізнаються, що люблять один одного, і зустрічаються з пресою на вулиці, де Шарлотта представляє Фреда як свого хлопця. У 2021 році пара одружується і Шарлотта стає першою жінкою-президентом.

## У ролях
| Актор              | Роль              |
| ------------------ | ----------------- |
| Шарліз Терон       | Шарлотта Філд     |
| Енді Серкіс        | Паркер Вемблі     |
| Боб Оденкерк       | президент Чемберс |
| Александр Скашгорд | Джеймс Стюард     |
| О’Ши Джексон мол.  | Ленс              |
| Джун Даян Рейфіл   | Меггі Міллікін    |
| Рендалл Парк       | бос Фларскі       |
| Ліза Кудров        | Кетрін            |
| Пол Шир            | ведучий новин     |
| Сет Роген          | Фред Фларскі      |
| Раві Патель        | Том               |
| Трістан Д. Лалла   | агент М           |
| Джеймс Саіто       | міністр Кішідо    |
| Boyz II Men        | у ролі себе       |
| Lil Yachty         | у ролі себе       |

## Створення фільму

### Виробництво
Зйомки фільму проходили в Монреалі та Картахені.

### Знімальна група
- Кінорежисер — Джонатан Левін
- Сценарист — Ден Стерлінг, Ліз Ганна
- Кінопродюсер — Еван Голдберг, Сет Роген, Джеймс Вівер, Бет Коно, Шарліз Терон
- Композитор — Марко Бельтрамі, Майлс Ганкінс
- Кінооператор — Ів Беланже
- Кіномонтаж — Мелісса Бретертон, Еван Генке
- Художник-постановник — Каліна Іванов
- Артдиректор — Каміла Ароха
- Художник-декоратор — Мелісса Віллегас Солорзано
- Художник-костюмер — Марі Фогт[5]

## Сприйняття

### Критика
Фільм отримав схвальні відгуки. На сайті Rotten Tomatoes оцінка стрічки становить 81 % на основі 260 відгуків від критиків (середня оцінка 7,1/10) і 76 % від глядачів із середньою оцінкою 3,8/5 (2 496 голосів). Фільму зарахований «свіжий помідор» від кінокритиків та «попкорн» від глядачів, Internet Movie Database — 7,2/10 (12 761 голос), Metacritic — 67/100 (45 відгуків критиків) і 6,2/10 (73 відгук від глядачів).

### Номінації та нагороди
| Нагороди та номінації фільму «Божевільна парочка» | Нагороди та номінації фільму «Божевільна парочка» | Нагороди та номінації фільму «Божевільна парочка» | Нагороди та номінації фільму «Божевільна парочка» | Нагороди та номінації фільму «Божевільна парочка» | Нагороди та номінації фільму «Божевільна парочка» |
| Рік                                               | Кінофестиваль/кінопремія                          | Категорія/нагорода                                | Номінант                                          | Результат                                         |                                                   |
| ------------------------------------------------- | ------------------------------------------------- | ------------------------------------------------- | ------------------------------------------------- | ------------------------------------------------- | ------------------------------------------------- |
| 2019                                              | South by Southwest                                | Нагорода глядачів                                 | Джонатан Левін                                    | Перемога                                          |                                                   |